# Hotovlja
Hotovlja – wieś w Słowenii, w gminie Gorenja vas-Poljane. W 2018 roku liczyła 249 mieszkańców.